# ВК-1
ВК-1 (РД-45) — первый серийный советский турбореактивный двигатель. Выпускался на московском заводе «Салют». Разработан под руководством Владимира Климова, производился на Государственном авиационном заводе ГАЗ-116. Скопирован с британского двигателя Rolls-Royce Nene. Этот шаг получил негативную оценку в западных военных кругах.
Производился по советской лицензии в Польше (как Lis-2), Китае (WP-5) и Чехословакии (Motorlet/Walter M-06).
После Второй мировой войны в СССР попали немецкие двигатели, которые были использованы для создания первых советских реактивных самолетов, таких как МиГ-9. Конструкция этих двигателей стремительно устаревала, а качество как немецких оригиналов Jumo 004 и BMW 003 (англ.), так и их советских копий — РД-10 и РД-20 — было невысоким.
Однако в 1946 году, перед началом Холодной войны, британское лейбористское правительство во главе с Клементом Эттли в стремлении поддержать дипломатические отношения с СССР, дало разрешение компании «Роллс-Ройс» на вывоз 40 турбореактивных двигателей Rolls-Royce Nene.
По конструкции РД-45 представляет собой одновальный турбореактивный двигатель с одноступенчатым центробежным двухсторонним компрессором, девятью индивидуальными трубчатыми камерами сгорания и одноступенчатой турбиной. От прототипа он отличался большей камерой сгорания и большей турбиной, также было изменено прохождение воздуха через двигатель. В этом двигателе использовался центробежный компрессор, а не более прогрессивный осевой, это требовало большего диаметра фюзеляжа, чем для двигателей с осевым компрессором. Изначально РД-45 вызвал много проблем, связанных с конструкцией и материалами, однако затем его конструкция была улучшена.
На версии ВК-1Ф появился форсаж.
ВК-1 использовался на истребителях МиГ-15 и МиГ-17, бомбардировщике Ил-28, бомбардировщике-торпедоносце Ту-14 (Ту-12).
В 1958 году во время визита в Пекин Уитни Стрейт (англ.), позже член совета директоров Роллс-Ройс, обнаружил, что этот двигатель был скопирован: сначала под обозначением РД-45, а после некоторой доработки выпускался под обозначением ВК-1[уточнить]. Поскольку двигатель был скопирован без лицензии, позже компания Роллс-Ройс попыталась взыскать 207 миллионов фунтов стерлингов лицензионных сборов, однако без успеха..
После снятия с самолётов, двигатель ВК-1 оказался востребованным ещё не одно десятилетие, но уже для наземного использования. Двигатель ВК-1 устанавливался на спецавтомобиль ТМ-59, который аэродромные службы использовали для удаления льда с взлётно-посадочных полос и рулёжных дорожек.

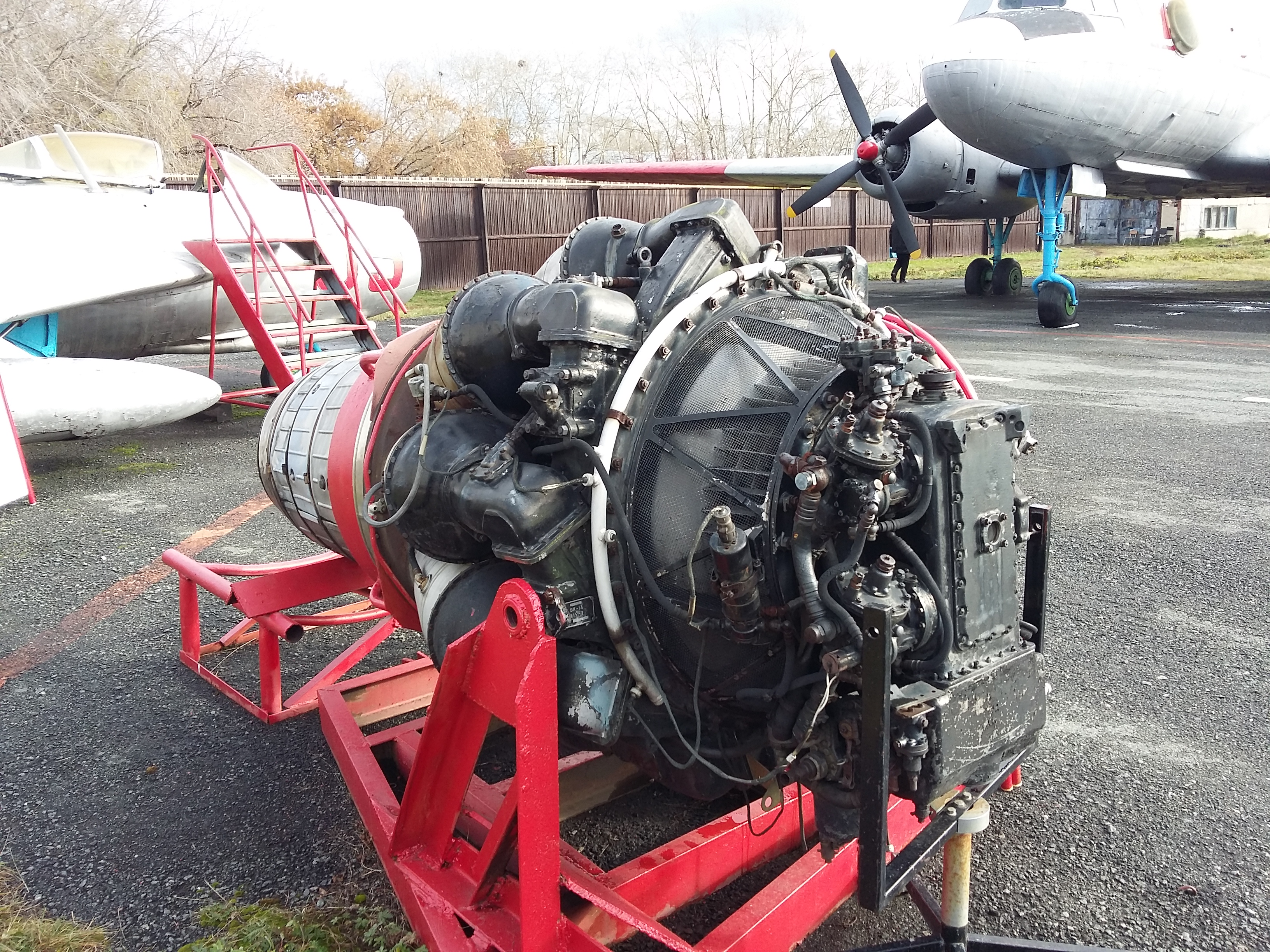
ВК-1А, г. Курган, Музей авиации

|  |  |